# Convento di San Nicolò
L'ex convento di San Nicolò è un complesso di edifici annessi all'omonima chiesa a Treviso.
Un tempo casa dell'ordine domenicano, dopo la soppressione della comunità monastica imposta da Napoleone, è oggi sede del Seminario vescovile di Treviso.

## Storia
Nel 1221, forse a seguito della lettera inviata il 21 aprile da papa Innocenzo III, preoccupato per il diffondersi dell'eresia patarina, il Maggior Consiglio deliberò per la prima volta un'autorizzazione per l'insediamento di un Ordine mendicante in città, quello domenicano appunto.
Fu deciso di costruire il convento, a spese del Comune, in una zona paludosa sulle rive del Sile, nei pressi di una cappella dedicata a San Nicolò, eretta per devozione dai barcaioli e citata fin dal 1170 in un privilegio di papa Alessandro III.
Proprio in tali anni nel convento iniziò la propria formazione religiosa Nicolò Bocassino, il futuro papa Benedetto XI. Questi divenne prima provinciale dei domenicani della Provincia Lombarda e successivamente, nel 1296, maestro generale dell'Ordine. Divenuto in seguito anche cardinale e nunzio in Ungheria, proprio di ritorno dalla sua missione e di passaggio a Treviso, lasciò in dono ai suoi confratelli ben 25.000 fiorini per l'ampliamento del complesso monastico. Divenuto papa pochi giorni più tardi, la chiesa rimase sempre nel cuore di Benedetto XI, tanto da lasciare nel testamento, secondo una tradizione che però non ha conferme oggettive, altri 48.000 fiorini per il completamento dei lavori.
In obbedienza al decreto napoleonico del 25 aprile 1810, anche il convento di San Nicolò fu chiuso. Mentre San Francesco vide, nel 1928, il ritorno dei conventuali, i domenicani non rientrarono più in possesso dell'antico complesso.
A partire dal 1812 e fino all'anno scolastico 1858-59, il complesso fu sede del Liceo ginnasio statale e, in seguito, anche del ginnasio del seminario vescovile.
Acquistato nel 1840 dal vescovo Sebastiano Soldati, l'ex convento è infatti da allora sede del Seminario vescovile di Treviso.

## Descrizione
Nonostante successivi ampliamenti e adattamenti, eseguiti specie nel XX secolo, è ancora perfettamente leggible la struttura dell'antico convento.

### Sala del Capitolo
Dal punto di vista artistico, senz'altro degna di nota è la sala del capitolo dei Domenicani, dove lungo tutto il perimetro trova posto un vasto ciclo affrescato da Tommaso da Modena (1352).
I quaranta ''Ritratti di Domenicani'' realizzati sopra ad un'alta fascia con decorazioni geometriche, dimostrano uno stile realisticamente concreto, che non trova riscontro in artisti coevi. A differenza, infatti, dei complessi motivi allegorici usati per esempio per una commissione simile da Andrea Bonaiuti nel Cappellone degli Spagnoli a Santa Maria Novella a Firenze, Tommaso ritrasse quaranta membri illustri dell'ordine, ciascuno seduto al suo scranno, in pose reali e così espressivamente caratterizzate da far pensare che si sia servito di modelli, magari gli stessi frati del convento. Negli affreschi sono dispiegati uomini giovani e meno giovani, ognuno occupato in un'azione diversa con gesti eloquenti e peculiari. Il realismo arriva a tal punto da raffigurare qualcuno malsano, qualcuno con la barba incolta, tanto da avere un campionario di personaggi dove, per la prima volta, viene tentato uno studio psicologico.
Da ricordare i particolari raffiguranti Ugo di Saint-Cher e Nicolò di Rouen, ritenute le prime opere pittoriche a riportare rispettivamente degli occhiali e una lente d'ingrandimento.